# Kaceanove, Hadeaci
Kaceanove (în ucraineană Качанове) este localitatea de reședință a comunei Kaceanove din raionul Hadeaci, regiunea Poltava, Ucraina.

## Demografie
Componența lingvistică a localității Kaceanove
     Ucraineană (97,93%)
     Rusă (2,07%)
Conform recensământului din 2001, majoritatea populației localității Kaceanove era vorbitoare de ucraineană (97,93%), existând în minoritate și vorbitori de rusă (2,07%).